# Cerro Colorao
El Cerro Colorao o Cerro del Verdearo es un yacimiento arqueológico localizado entre los términos municipales de Benahavís y Marbella (Provincia de Málaga, España). Se caracteriza por su secuencia cronológica que transcurre por una serie de complejos períodos, iniciándose su andadura en el siglo IV a. C., dentro de un ámbito mastieno, pasando posteriormente a identificarse como ciudad púnica y por último romana.
Se han excavado toda una serie de estructuras domésticas que se corresponden con las diferentes etapas de ocupación registradas en la secuencia del yacimiento, caracterizándose el asentamiento por su carácter defensivo ya que se encuentra amurallado.

## Descripción
El yacimiento se localizó gracias a los trabajos de una prospección arqueológica y posteriormente fue objeto de una excavación donde se realizaron varios sondeos. Estas intervenciones proporcionaron una información muy valiosa, por las peculiaridades de este asentamiento, que surge a mediados del siglo IV a. C. y correspondería, según las últimas teorías, a una población mastiena, que se enmarcaría en un proceso de reestructuración de dicha región, provocado por la firma del Tratado romano cartaginés del año 348 a. C.
Esta zona se caracteriza por la reorganización de sus poblados, en el ámbito de las alianzas comerciales y políticas que se producen entre Cartago y el sur de la península ibérica, desapareciendo algunos y surgiendo otros nuevos con claras características del tipo oppidum. Estos asentamientos surgen normalmente con una clara finalidad productiva, en este caso, debido al material aparecido, se dedicaría a la elaboración de productos vinculados al mar, en especial a las salazones.
En la segunda mitad del siglo III a. C., tiene lugar una reestructuración total del poblado mediante un elemento arquitectónico que condiciona la fisonomía urbanística del poblado. Documentada en diversos sondeos, se ha conseguido exhumar los cimientos y parte del alzado de una muralla que delimitó el poblado en época púnica, así como una de las entradas y los restos de un pequeño torreón. 
En líneas generales, su construcción comporta la adecuación de dos líneas de encofre que servirán de guía a la misma; líneas que se asemejan a un opus quasi vittatum con mampuestos careados al exterior. 
En la parte externa de la muralla presenta la misma técnica aunque los mampuestos utilizados son de mayor tamaño y de piedra local. El interior se rellena con mampuestos irregulares de pequeño a mediano tamaño, sin carear y sin ligamento entre ellos. Por otro lado, en uno de los sondeos realizados se ha detectado un muro, de menores proporciones pero de similar factura, que discurre en paralelo a la muralla. 
Dicha estructura, a la que se le asocia un suelo de cal, conforma un pasillo entre ésta y la muralla. Este recinto encierra un asentamiento del cual se ha podido excavar desde estructuras aisladas como muros, a unidades más complejas conformando habitaciones o edificios más o menos completos. Destaca por las continuas transformaciones de sus pavimentos un edificio de planta rectangular, donde se localizó un soliferrum en el nivel de amortización. Por otro lado el único ejemplo de uso claro doméstico se corresponde con una habitación cuadrangular de otro edificio, que cuenta con un suelo de tierra apisonada y un hogar. 
También se han detectado muros de contención o bancales que servirían de contrafuertes a las estructuras domésticas en la ladera sur. La gran remodelación que sufre la ciudad con la construcción de la muralla, que rompe estructuras habitacionales mastienas, conlleva un cambio de población o de estrategia poblacional, en relación probablemente con la llegada de nuevos contingentes, unido a las necesidades impuestas por la presión romana tras la derrota sufrida en la primera guerra púnica y los siguientes conflictos. Estos hechos harán que el asentamiento se fortifique adquiriendo un carácter fuertemente africano por el modelo de sus estructuras defensivas. 
La fecha de la construcción de la muralla debe, por tanto, enmarcarse en estos momentos que van del año 240 al 237 a. C. Inmediatamente, tras la conquista romana del asentamiento en el año 206 a. C., el poblado sufre una nueva remodelación urbanística, en la cual se transforman los ejes de la ciudad. De este período el material cerámico más frecuente son las ánforas.

## Descubrimiento
Fue descubierto en la década de 1990 durante la construcción de la autopista AP-7 en una zona inicialmente destinada a la construcción de un hotel de cinco estrellas.
El 3 de marzo de 2009 fue declarado zona arqueológica incluida dentro del Catálogo General del Patrimonio Histórico Andaluz en un entorno de protección de 53.846 metros cuadrados por la Junta de Andalucía.